# 大谷恭代
大谷 恭代（おおたに たかよ、2月18日 - ）は、日本の舞台女優、声優。埼玉県出身。以前はオフィスPACに所属していた。身長158cm。
元国際線のキャビンアテンダントであり、英語検定2級・フランス語検定3級の資格を持つ。

## 出演作品

### テレビアニメ
2008年
- 名探偵コナン（看護師）

### 劇場版アニメ
- ブレイブ・ストーリー

### 吹き替え
- ER緊急救命室シーズンXI #19（クローディア〈ステファニー・マングララス〉）、#21（看護師〈アリアン・ピリー〉）
- トリスタンとイゾルデ（エディス）

### 舞台
- アンチゴーヌ
- We go together〜Greaseより
- 踊れ艦隊のレディたち
- 梗の会「赤い月」
- 梗の会「夢幻鏡」
- 幸運な死体〜Lucky Stiff〜
- The Apple Tree
- 民話芸術座「雨ふり小僧」
- 八十八ものがたり
- 朗読劇「忠臣蔵」